# Alpercata
Alpercata é um município brasileiro no estado de Minas Gerais, Região Sudeste do país. Localiza-se no Vale do Rio Doce e ocupa uma área de 166,972 km², sendo que 3 km² estão em perímetro urbano. Sua população recenseada em 2022 era de 6 903 habitantes.

## Etimologia
A origem do nome Alpercata se deve que um antigo morador da região, Gabriel Lopes, utilizava um sapato tipo Alpargata, também conhecido por Alpercata.

## História
A região onde se localiza a atual cidade de Alpercata começou a ser desbravada no século XVIII, com aldeamentos indígenas liderados por religiosos.
Em 1926, chegaram a região Manuel Florentino Lopes junto a sua família, e depois, Gabriel Lopes. Foram os primeiros habitantes do povoado.
A partir de 1941, com a construção da BR-116, foi acelerado o progresso do povoado. Novas casas eram construídas, surgindo os primeiros estabelecimentos comerciais. Com isso, junto a atividade agropecuária, o povoado entrou em evolução.

### Formação administrativa
Alpercata se tornou distrito do município de Governador Valadares em 1948. Em 1962, Alpercata conquista sua emancipação.

## Geografia
O município é banhado pelo rio Doce. Entre os principais mananciais de Alpercata também estão os córregos do Bonfim e Teixeiras.

## Economia
Alpercata possuía um produto interno bruto (PIB) de R$ 85 milhões de reais em 2019, enquanto que o PIB per capita era de R$ 11,5 mil reais. A atividade com mais empregos é a administração pública.